# Marsha Hunt (Schauspielerin)

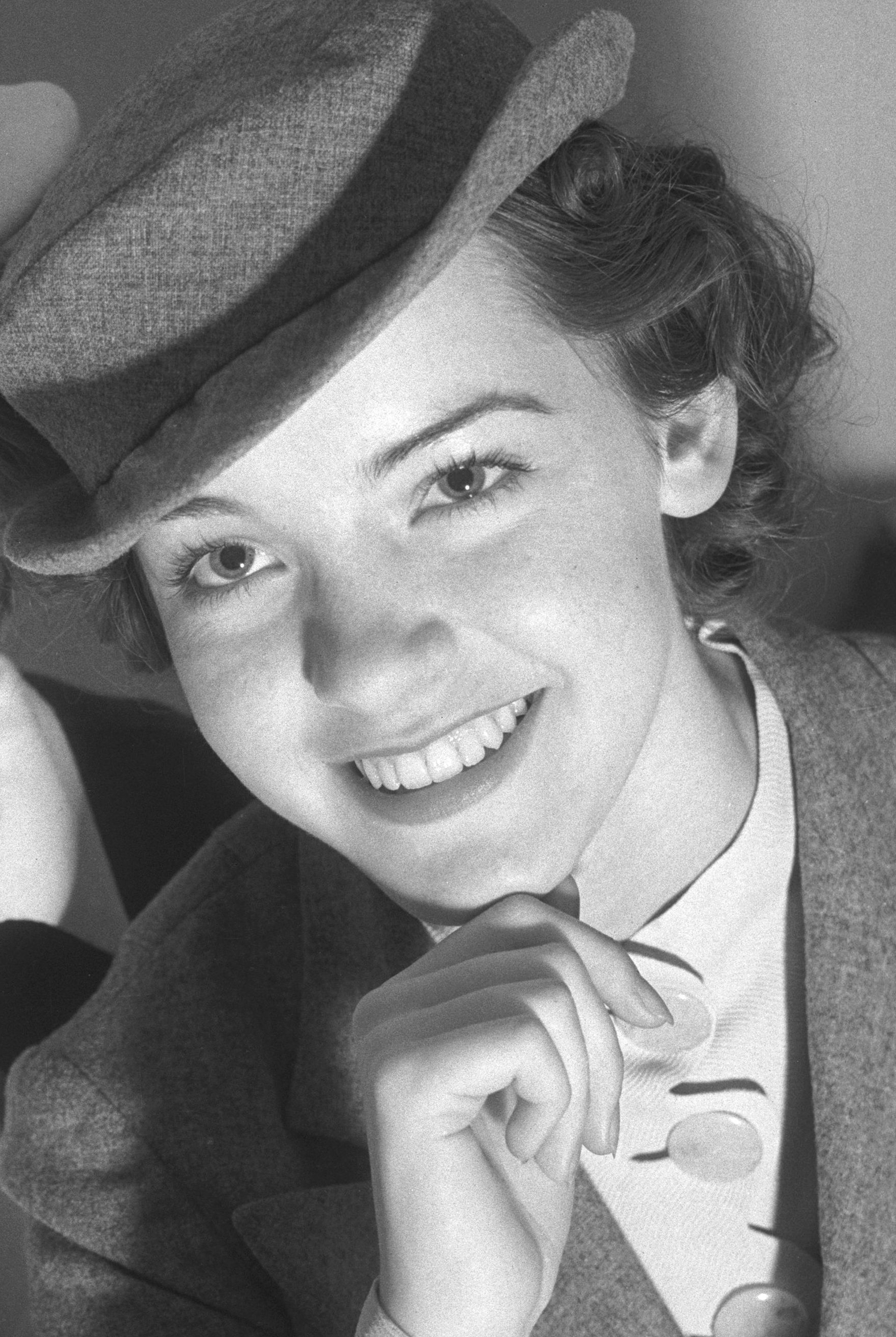
Marsha Hunt (1930er Jahre)

Marsha Hunt (gebürtig Marcia Virginia Hunt; * 17. Oktober 1917 in Chicago, Illinois; † 7. September 2022 in Sherman Oaks, Los Angeles, Kalifornien) war eine US-amerikanische Schauspielerin.

## Leben und Karriere
Marsha Hunt wurde als Tochter eines Anwalts und einer Musikerin geboren. Die Familie lebte zunächst in Chicago, zog später aber nach New York City. Nach ihrem Schulabschluss an der Horace Mann School in New York arbeitete Hunt als Model und nahm ersten Schauspielunterricht.
Im Jahr 1935 begann die Filmkarriere der damals 18-jährigen Hunt mit dem Film The Virginia Judge unter der Regie von Edward Sedgwick. In den folgenden Jahren spielte Hunt in zahlreichen B-Movies die weibliche Hauptrolle, ohne größere Aufmerksamkeit zu erzielen. An der Seite des jungen John Wayne war sie 1937 im B-Western Die Spielhölle von Wyoming zu sehen.
Während sie in kleineren Filmen Hauptrollen übernahm, blieb Hunt in Großproduktionen meist auf Nebenrollen beschränkt. Sie selbst beschrieb sich als „Hollywoods jüngste Charakterdarstellerin“; sie habe zwar nicht immer die Hauptrolle, aber stets sehr unterschiedliche und interessante Rollen erhalten. So spielte sie 1940 in dem Musicalfilm Irene neben Ray Milland und Anna Neagle und als Mary Bennett in der Jane-Austen-Verfilmung Stolz und Vorurteil (1940) an der Seite von Greer Garson und Laurence Olivier. Es folgten Auftritte in dem Waisenkinddrama Blüten im Staub (1941) als adoptierte Schwester von Greer Garson, in dem Heimatfrontfilm Und das Leben geht weiter (1943) neben Mickey Rooney sowie in dem Liebesdrama Die Entscheidung (1945) erneut neben Garson und Gregory Peck. Ausflüge in den Film noir hatte sie unter anderem 1947 mit Smash-Up: The Story of a Woman und ein Jahr später mit Flucht ohne Ausweg.

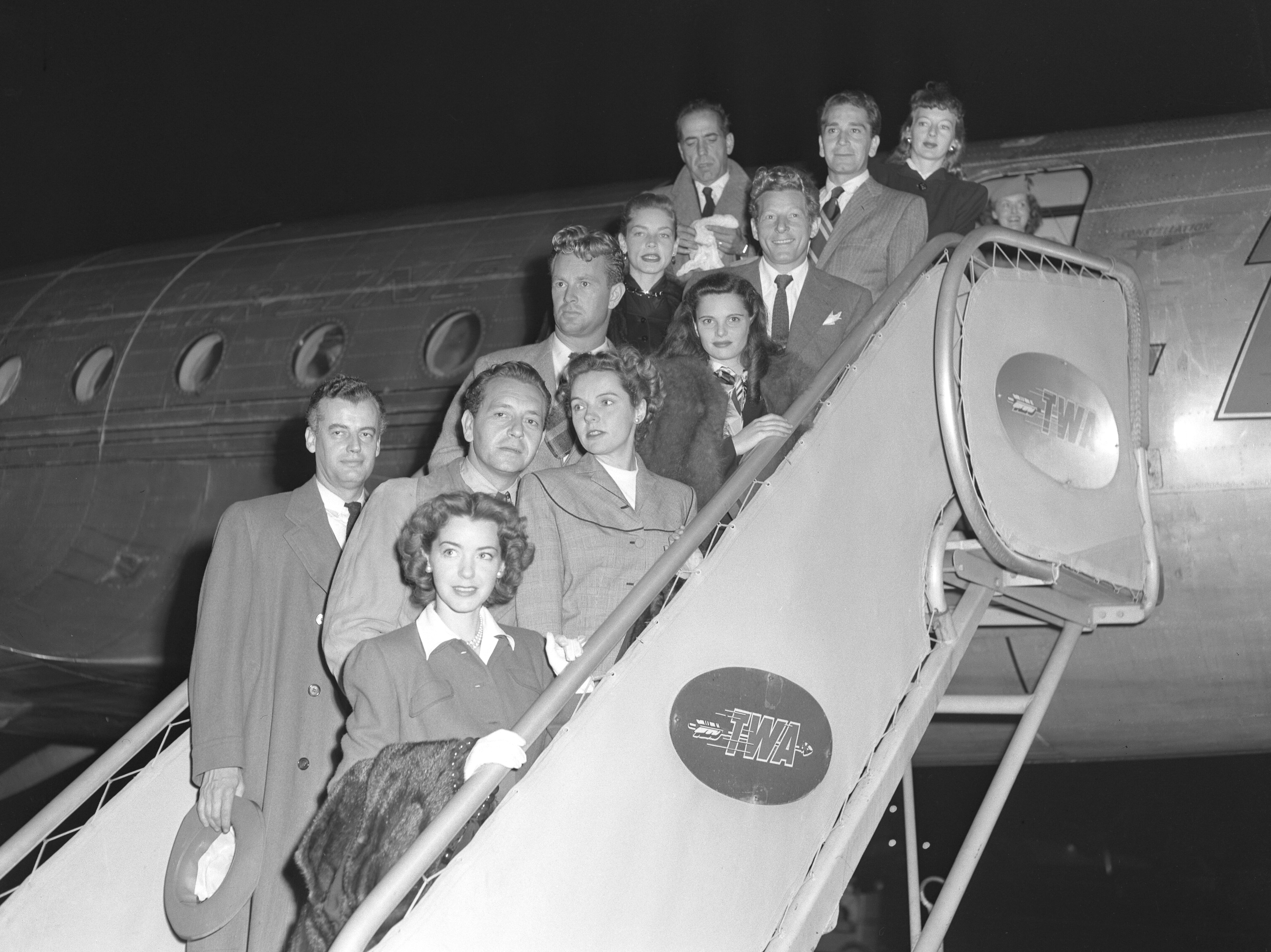
Marsha Hunt (ganz vorn) mit anderen Mitgliedern des Committee for the First Amendment (1947)

Am 27. Oktober 1947 schloss sich Hunt als Mitglied des Committee for the First Amendment einer 30-köpfigen Gruppe aus Regisseuren und Schauspielern an (darunter John Huston, Humphrey Bogart, Lauren Bacall und Danny Kaye), um in Washington, D.C. gegen die Maßnahmen des Kongresses im Zusammenhang mit den Aktionen des Komitees für unamerikanische Umtriebe zu protestieren. Zurück in Hollywood wurde sie seitens der Behörden aufgefordert, ihre „kommunistischen Aktivitäten“ zu gestehen, wolle sie nicht Gefahr laufen, keine Engagements mehr zu erhalten. Hunt lehnte ab, zumal sie sich politisch eher als „engagierte Liberale“ (articulate liberal) sah und nach eigenen Angaben nicht viel über den Kommunismus gewusst habe. Sie erhielt Rollen, bis ihr Name im Juni 1950 auf der sogenannten Red-Channel-Liste erschien, die angebliche Kommunisten in Hollywood benannte. Deshalb erhielt sie zwischen 1950 und 1956 nur Engagements für vier Kinofilme, nachdem sie zuvor von 1935 bis 1949 an 52 Filmen mitgewirkt hatte.
Nach dem Ende der McCarthy-Ära und damit ihrer Berufseinschränkung nahm Hunt Ende der 1950er Jahre wieder ihre Filmkarriere auf, ohne jedoch wieder an alte Erfolge anknüpfen zu können. 1960 gab sie ihren weitgehenden Rückzug aus dem Filmgeschäft bekannt, blieb jedoch in den nächsten Jahrzehnten dem Zuschauer ein bekanntes Gesicht als Gastdarstellerin im Fernsehen. 1971 erhielt sie wieder eine größere Rolle in dem Film Johnny zieht in den Krieg, dessen Drehbuch von Dalton Trumbo stammt, einem der Hollywood Ten. In dem Antikriegsfilm spielte sie die Mutter der von Timothy Bottoms verkörperten Hauptfigur. Ihre letzte Filmrolle übernahm Hunt im Jahr 2008 in Mord im Empire State Building, einem als Hommage an den Film noir gedachten Fernsehfilm.

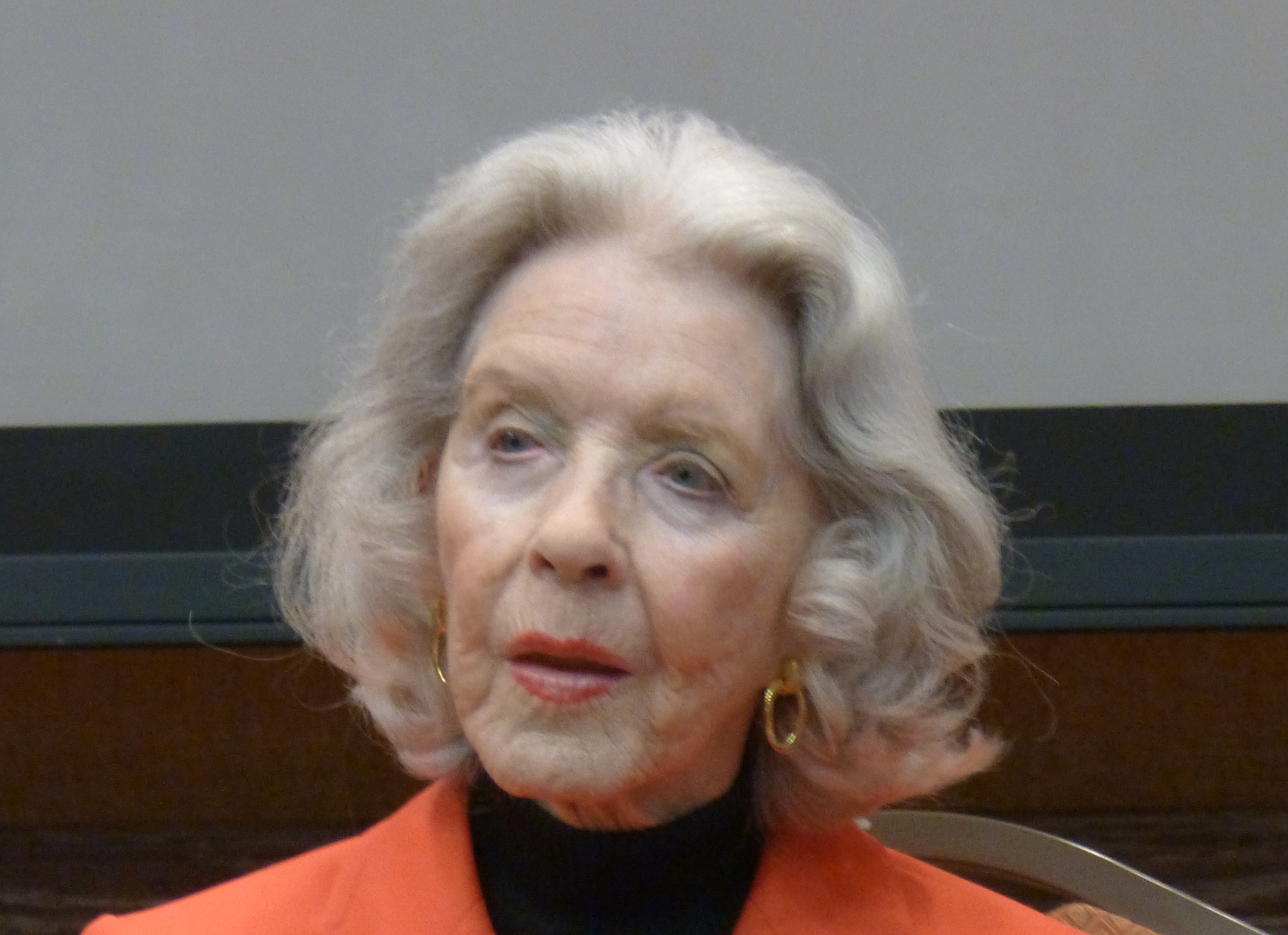
Marsha Hunt (2013)

Ab 1980 war Marsha Hunt für über 20 Jahre Ehrenbürgermeisterin von Sherman Oaks, einem Stadtteil von Los Angeles; dort lebte sie von 1946 bis zu ihrem Tod in einem Haus. Von 1937 bis zur Scheidung 1945 war sie mit dem Regisseur Jerry Hopper verheiratet. Ihre zweite Ehe mit Robert Presnell Jr. hielt bis zu dessen Tod im Jahr 1986. Hunt, die bei den Dreharbeiten zum 1947 produzierten Film Carnegie Hall schwanger war, erkrankte. Am 1. Juli 1947 kam ihr einziges leibliches Kind, eine Tochter, als Frühgeburt zur Welt; sie starb einen Tag darauf. Später adoptierten Hunt und Presnell ein Kind.
Bis ins hohe Alter trat Hunt in Dokumentarfilmen oder auf Filmfestivals als Zeitzeugin der Goldenen Ära Hollywoods und der McCarthy-Ära auf. 2014 erschien mit Marsha Hunt’s Sweet Adversity ein Dokumentarfilm über ihr Leben. Zu ihrem 100. Geburtstag gab sie mehrere Interviews. Hunt starb im September 2022 im Alter von 104 Jahren in ihrem Haus in Sherman Oaks.

## Filmografie (Auswahl)

### Kinofilme
- 1935: The Virginia Judge
- 1936: Desert Gold
- 1936: College Holiday
- 1937: Mein Leben in Luxus (Easy Living)
- 1937: Die Spielhölle von Wyoming (Born to the West)
- 1939: The Hardys Ride High
- 1939: These Glamour Girls
- 1940: Irene
- 1940: Stolz und Vorurteil (Pride and Prejudice)
- 1940: Flight Command
- 1941: Cheers for Miss Bishop
- 1941: The Trial of Mary Dugan
- 1941: Blüten im Staub (Blossoms in the Dust)
- 1941: Tödlicher Pakt (Unholy Partners)
- 1942: Der Gentleman-Killer (Kid Glove Killer)
- 1942: Trubel in Panama (Panama Hattie)
- 1942: Sieben junge Herzen (Seven Sweethearts)
- 1943: Und das Leben geht weiter (The Human Comedy)
- 1943: Thousands Cheer
- 1943: Cry ‘Havoc’
- 1943: Der kleine Engel (Lost Angel)
- 1944: None Shall Escape
- 1944: Musik für Millionen (Music for Millions)
- 1945: Die Entscheidung (The Valley of Decision)
- 1946: A Letter for Evie
- 1947: Carnegie Hall
- 1947: Smash-Up: The Story of a Woman
- 1948: The Inside Story
- 1948: Flucht ohne Ausweg (Raw Deal)
- 1949: Jigsaw
- 1949: Take One False Step
- 1949: Mary Ryan, Detective
- 1952: Actors and Sin
- 1952: Mein Sohn entdeckt die Liebe (The Happy Time)
- 1956: No Place to Hide
- 1957: Back from the Dead
- 1957: Bomber B-52 (Bombers B-52)
- 1959: Die Unverstandenen (Blue Denim)
- 1960: Die Plünderer (The Plunderers)
- 1971: Johnny zieht in den Krieg (Johnny Got His Gun)
- 2006: Chloe’s Prayer

### Fernsehproduktionen
- 1957–1960: Abenteuer im wilden Westen (Zane Grey Theater, Fernsehserie, vier Folgen)
- 1958: Alfred Hitchcock präsentiert (Alfred Hitchcock Presents, Fernsehserie, eine Folge)
- 1964: Rauchende Colts (Gunsmoke, Fernsehserie, eine Folge)
- 1964: Twilight Zone (Fernsehserie, eine Folge)
- 1964: Preston & Preston (The Defenders, Fernsehserie, eine Folge)
- 1967: Meine drei Söhne (My Three Sons, Fernsehserie, eine Folge)
- 1969: The Name of the Game (Fernsehserie, eine Folge)
- 1970: Dr. med. Marcus Welby (Marcus Welby, M.D., Fernsehserie, eine Folge)
- 1970/1971: Der Chef (Ironside, Fernsehserie, zwei Folgen)
- 1972: Jigsaw (Fernsehfilm)
- 1975: Harry O (Fernsehserie, eine Folge)
- 1981: Die Bestie von nebenan (Terror Among Us, Fernsehfilm)
- 1985: Mord ist ihr Hobby (Murder, She Wrote, Fernsehserie, eine Folge)
- 1986: Matlock (Fernsehserie, eine Folge)
- 1988: Raumschiff Enterprise – Das nächste Jahrhundert (Star Trek: The Next Generation, Fernsehserie, Folge Die Entscheidung des Admirals)
- 2008: Mord im Empire State Building (Meurtres à l’Empire State Building, Fernsehfilm)
- 1959: Peck’s Bad Girl (Fernsehserie, 14 Folgen)
- 1959: Am Fuß der blauen Berge (Laramie, Fernsehserie, eine Folge)
- 1960: Kein Fall für FBI (The Detectives Starring Robert Taylor, Fernsehserie, eine Folge)

## Auszeichnungen
- 1960: Stern auf dem Hollywood Walk of Fame (6658 Hollywood Blvd.) für ihre Filmarbeit
- 2002: Golden Boot Award